# Dunkle Jahrhunderte (Mittelalter)
Als dunkle Jahrhunderte (bzw. dunkles Zeitalter) werden Zeitabschnitte bezeichnet, für die nur wenige Quellen zur Verfügung stehen. Der Mangel an schriftlichen Nachrichten, numismatischen und teilweise auch archäologischen Funden erschwert die historische Erforschung und Bewertung dieser Zeiten.

## Beschreibung
Je nach Region werden verschiedene Zeitabschnitte als „dunkel“ bezeichnet. In Europa gilt dies für Teilabschnitte des Frühmittelalters, wie in der Völkerwanderungszeit, auf Britannien bezogen die Zeit nach dem Abzug der Römer und der anschließenden Landnahme der Angelsachsen im 5./6. Jahrhundert.
Allerdings ist der Begriff „dunkle Jahrhunderte“ bzw. „dunkles Zeitalter“ sehr problematisch, da er etwa in Bezug auf das kulturelle Niveau falsche Assoziationen weckt. Die Bezeichnung diente in der älteren Forschung mitunter auch zur Abqualifizierung bestimmter Zeitabschnitte, beispielsweise bezüglich des Übergangs von der Spätantike zum Frühmittelalter bzw. für die nachfolgende Zeit, da diese Zeit vom Standpunkt der klassizistisch geprägten älteren Forschung oft ausschließlich als Verfallszeit bewertet wurde. Diese Auffassung ist heute nicht mehr haltbar. Die neuere Forschung argumentiert ausgewogener und bewertet die Epoche der Spätantike eher als Transformationszeit, zumal auch für die Zeit vom Ende des Weströmischen Reiches im späten 5. Jahrhundert bis zum Untergang des Karolingerreichs im 10. Jahrhundert durchaus Quellen vorhanden sind, die in ihrer Deutung aber oft problematisch sind.
Im englischsprachigen Raum wurde der Begriff Dark Ages teils auch von Historikern auf das gesamte Mittelalter negativ wertend angewandt, und dies kommt im allgemeinen Sprachgebrauch weiterhin vor. Dieser Sprachgebrauch wird in englischen Wörterbüchern beschrieben, da diese meist nach dem Vorbild des Oxforder Wörterbuchs der englischen Sprache wissenschaftlichen Prinzipien folgen und deshalb deskriptiv sind. Aaron Jakowlewitsch Gurewitsch beschrieb dies missverständlich als „ausdehnen“:

„Das ‚Mittelalter‘ gilt fast als Synonym für alles Dunkle und Reaktionäre. Seine frühe Periode bezeichnet man als ‚düstere Jahrhunderte‘. Das Oxford English Dictionary dehnt den Ausdruck Dark Ages sogar auf das gesamte Mittelalter aus. Ein solches Verhältnis zum Mittelalter, das im 17. und 18. Jahrhundert in bestimmtem Maße erklärlich ist, […] hat längst jegliche Legitimation verloren.“